# Кармі (Іллінойс)
Кармі (англ. Carmi) — місто (англ. city) в США, в окрузі Вайт штату Іллінойс. Населення — 4865 осіб (2020).

## Географія
Кармі розташоване за координатами 38°5′9″ пн. ш. 88°10′21″ зх. д. / 38.08583° пн. ш. 88.17250° зх. д. (38.085888, -88.172584).  За даними Бюро перепису населення США в 2010 році місто мало площу 6,55 км², з яких 6,47 км² — суходіл та 0,08 км² — водойми.

## Демографія
Згідно з переписом 2010 року, у місті мешкало 5240 осіб у 2290 домогосподарствах у складі 1386 родин. Густота населення становила 800 осіб/км².  Було 2539 помешкань (388/км²).
Расовий склад населення:
| - 97,4 % — білих - 0,6 % — чорних або афроамериканців - 0,3 % — корінних американців - 0,3 % — азіатів - 0,1 % — вихідців з тихоокеанських островів |

До двох чи більше рас належало 1,0 %. Частка іспаномовних становила 1,8 % від усіх жителів.
За віковим діапазоном населення розподілялося таким чином: 20,6 % — особи молодші 18 років, 55,4 % — особи у віці 18—64 років, 24,0 % — особи у віці 65 років та старші. Медіана віку мешканця становила 44,3 року. На 100 осіб жіночої статі у місті припадало 87,2 чоловіків;  на 100 жінок у віці від 18 років та старших — 83,3 чоловіків також старших 18 років.
Середній дохід на одне домашнє господарство  становив 53 662 долари США (медіана — 36 759), а середній дохід на одну сім'ю — 65 774 долари (медіана — 52 682). Медіана доходів становила 41 304 долари для чоловіків та 27 750 доларів для жінок. За межею бідності перебувало 17,3 % осіб, у тому числі 27,4 % дітей у віці до 18 років та 9,0 % осіб у віці 65 років та старших.
Цивільне працевлаштоване населення становило 2082 особи. Основні галузі зайнятості: освіта, охорона здоров'я та соціальна допомога — 20,6 %, виробництво — 12,3 %, роздрібна торгівля — 11,0 %, сільське господарство, лісництво, риболовля — 10,2 %.